# Mas de Rius
El Mas de Rius és una masia de Reus (Baix Camp) situada a la partida de Blancafort, entre el camí de Blancafort i la carretera de Cambrils. És una masia important. L'edifici, de mitjan segle passat, té una galeria coberta encarada al sud-oest, que té a les parets, unes pintures ben conservades de temes paisatgístics tropicals.

## Descripció
El mas és una construcció gran de planta rectangular i volum senzill, amb dues plantes d'alçada i una coberta amb terrat i badalot. Les façanes mostren una composició arquitectònica amb una simetria central que ordena els buits, repetitius i ben proporcionats de l'accés a l'edifici, amb graonat, les finestres i els balcons, que tenen barana correguda del primer pis. Un dels laterals té una galeria coberta. Al costat dret s'hi aixequen tres annexos, entre mitgeres, d'una planta i coberta plana o teulada. Al costat esquerre hi ha un cobert de planta baixa, amb teulada. És un conjunt de creixement lineal. Té diverses basses a la finca, i un caminal porta fins al mas.